# Lårkaka
Lårkaka är ett begrepp inom idrotten. En inre blödning i lårmuskeln, ofta orsakat av ett slag eller en sammanstötning, som ofta förekommer inom kampsporter samt lagsporter såsom handboll, fotboll, innebandy, basket, bandy och ishockey.

## Symtom
Kardinalsymtom är en akut smärta. Då skadan är djup syns vanligen inget på huden utan den drabbade håller eller trycker över den skadade muskeln. Den skadade kan inte stödja på benet.

## Behandling
Lårkaka gör ont men är ofarligt i de flesta fall. Ett ytligt hematom i huden har möjlighet att expandera och svullna för att sen resorberas. Vid en blödning inne i muskeln finns det risk att blödningen blir så stor att kapsel runt muskeln, som inte kan vidgas nämnvärt, trycker samman muskelfibrerna, så att dessa skadas och går i nekros. Med ultraljuds- eller magnetkameraundersökning kan läkaren avgöra om blödningen är mellan de tre muskelbukarna eller inne i en av lårmuskelns tre delar. Det måste akut åtgärdas kirurgiskt genom att den berörda muskelkapseln öppnas och blodkoagel tas bort. Smärtan minskar då också. 
Akut måste muskeln kylas med ispåsar för att de blödande kärlen ska dra sig samman och blödningen minska. 
Läkningstiden är 1-2 månader och utöver vila för den skadade muskeln kan benet behöva stödbandageras innan den skadade börjar med sportutövning igen.
Smärtlindrande läkemedel kan behövas under den första veckan. Läkemedel som innehåller acetylsalicylsyra är kontraindicerat då blödningen kan öka.
Prognosen är god om ovan nämnda komplikation inte uppstår. Utan åtgärd vid inklämning så är skadan på muskelfibrerna irreversibel.